# マルセル・カルネ
マルセル・カルネ （Marcel Carné, 1906年8月18日 - 1996年10月31日） は、フランスの映画監督、脚本家。詩人でもあった脚本家のジャック・プレヴェールとの共同作品で有名である。

## 来歴
1906年8月18日、パリで生まれる。同地の職業技術学校の写真映画科を卒業後、撮影助手として映画界に入る。仕事ぶりが評価され、女優のフランソワーズ・ロゼーの紹介でロゼーの夫で映画監督のジャック・フェデーと知り合い、1928年から助監督として働くようになる。
1930年「Nogent, Eldorado du dimanche」で監督デビュー。1936年にロゼー主演の初長編作品『ジェニイの家』を撮影。1938年には『霧の波止場』がヴェネツィア国際映画祭金獅子賞とルイ・デリュック賞を受賞。デビューから2年でフランスを代表する巨匠としての名声を得る。
第ニ次世界大戦中はナチスにフランスが占領され、フェデー、ルネ・クレール、ジュリアン・デュヴィヴィエ、ジャン・ルノワールといったほとんどの映画人がアメリカに亡命する中、脚本家のジャック・プレヴェールと組んで国内に残留。1942年に『悪魔が夜来る』を発表し、フランス映画グランプリ受賞。政治的にも経済的にも映画制作が困難な状況の下、反ファシズムの姿勢を貫いた。
1943年、代表作となる『天井桟敷の人々』を発表し、大セザール賞を受賞。その後もエミール・ゾラ原作の『嘆きのテレーズ』（1953年）などを発表した。
しかし、1950年代後半から台頭したヌーヴェルヴァーグの時代に入ると低迷し、青年たちの非行問題を取り上げた『危険な曲り角』（1958年）でフランス・シネマ大賞を受賞したのみだった。
1971年と1982年にヴェネツィア国際映画祭栄誉金獅子賞を、1978年にセザール賞名誉賞を、1989年に高松宮殿下記念世界文化賞を、1995年にはヨーロッパ映画賞生涯功労賞をそれぞれ受賞した。
1996年10月31日、クラマールにて90歳で死去した。

## 監督作品
- ジェニイの家 Jenny （1936年）

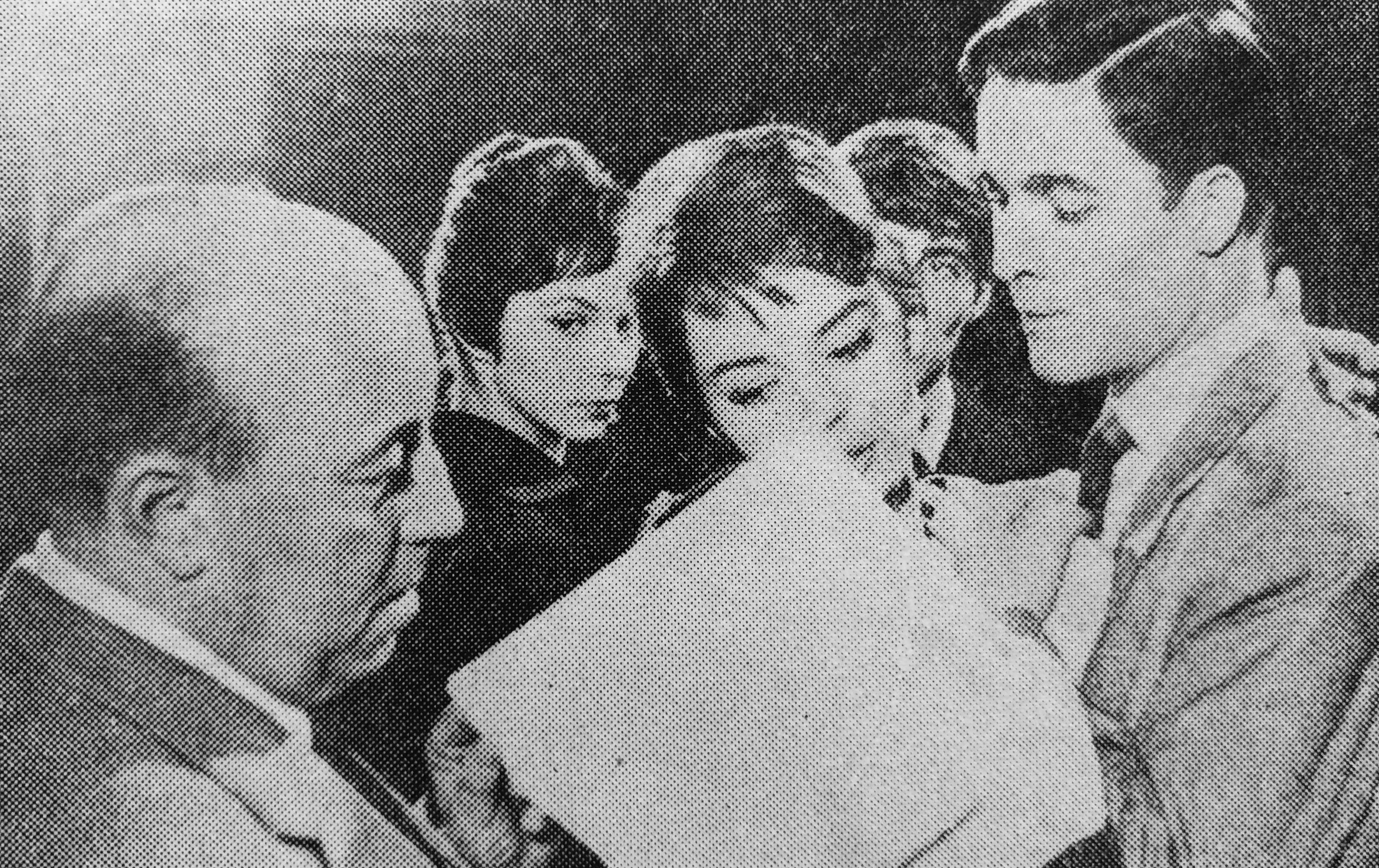
『危険な曲り角』（1958年）の撮影現場。

- おかしなドラマ Drôle de drame （1937年）
- 霧の波止場 Le quai des brumes （1938年）
- 北ホテル Hôtel du Nord （1938年）
- 陽は昇る Le jour se lève （1939年）
- 悪魔が夜来る Les visiteurs du soir （1942年）
- 天井桟敷の人々 Les enfants du paradis （1945年）
- 枯葉 ～夜の門～ Les portes de la nuit （1946年）
- La fleur de l'âge （1947年）
- 港のマリィ La Marie du port （1950年）
- 愛人ジュリエット Juliette ou La clef des songes （1951年）
- 嘆きのテレーズ Thérèse Raquin （1953年）
- われら巴里ッ子 L'air de Paris （1954年）
- 遥かなる国から来た男 Le pays d'où je viens （1956年）
- 危険な曲り角 Les tricheurs （1958年）
- 広場（ひろっぱ） Terrain vague （1960年）
- Du mouron pour les petits oiseaux （1963年）
- マンハッタンの哀愁（英語版） Trois chambres à Manhattan （1965年）
- 若い狼たち Les jeunes loups （1968年）
- Les assassins de l'ordre （1971年）
- La merveilleuse visite （1974年）
- La Bible （1977年） ドキュメンタリー